# كأس الأمم الإفريقية 1990
كأس الأمم الإفريقية لكرة القدم 1990 كانت النسخة السابعة عشر من كأس الأمم الإفريقية لكرة القدم، البطولة الأهم لكرة القدم في قارة إفريقيا. استضافت الجزائر المسابقة في الفترة ما بين 2 و16 مارس. كما جرى في بطولة 1988 شارك 8 منتخبات في المنافسة حيث تم توزيعهم على مجموعتين، كل واحدة تضم أربعة فرق. فازت الجزائر بأول نسخة في تاريخها بعد تغلبها على نيجيريا في النهائي 1–0.

## المنتخبات المتأهلة
المنتخبات الثمانية المتأهلة هي:
| - الجزائر (المضيف)،(حامل اللقب) - الكاميرون - ساحل العاج - مصر1 | - كينيا - نيجيريا - السنغال - زامبيا |  |

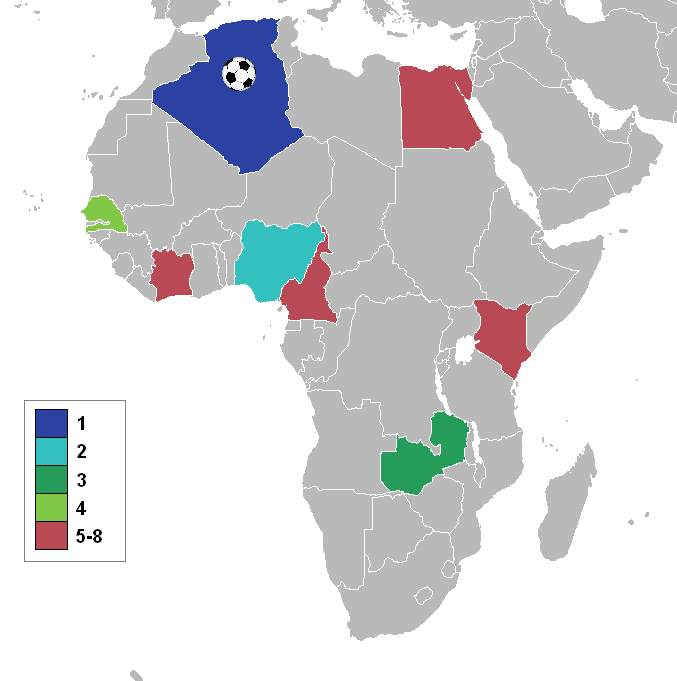
الدول المشاركة

1 أشركت مصر المنتخب الرديف، إثر رفضها المشاركة بالمنتخب الأول بسبب حوادث شهدتها المرحلة النهائية من تصفيات كأس العالم 1990 في القاهرة.

## الملاعب
| الجزائر            | الجزائر عنابة مواقع ملاعب كأس الأمم الأفريقية لكرة القدم 1990 | عنابة            |
| ملعب 5 جويلية 1962 | الجزائر عنابة مواقع ملاعب كأس الأمم الأفريقية لكرة القدم 1990 | ملعب 19 ماي 1956 |
| السعة: 95,000      | الجزائر عنابة مواقع ملاعب كأس الأمم الأفريقية لكرة القدم 1990 | السعة: 56,000    |
|                    | الجزائر عنابة مواقع ملاعب كأس الأمم الأفريقية لكرة القدم 1990 |                  |

## حكام المباريات
الحكام
- لوران بيتشا (الكاميرون)
- محمد حسام الدين (مصر)
- جان-فيديل ديرامبا (الغابون)
- بادو جاسه (غامبيا)
- إدريسا تراوريه (مالي)
- إدريسا سار (موريتانيا)
- إغانادن كادرسان (موريشيوس)
- عبد العال ناصري (المغرب)
- بادارا سينه (السنغال)
- علي حفيظي (تنزانيا)
- ماووكبونا هوناك-كواسي (توغو)
- ناجي الجويني (تونس)

الحكام المدعوون
- شيزو تاكادا (اليابان)
- جمال الشريف (سوريا)

## مرحلة المجموعات
| عنوان تفسيري                           |
| -------------------------------------- |
| تأهل أفضل فريقين إلى مرحلة خروج الغلوب |

### المجموعة ألف
| فريق       | لعب | ف | ت | خ | له | عليه | ف.أ | نقاط |
| ---------- | --- | - | - | - | -- | ---- | --- | ---- |
| الجزائر    | 3   | 3 | 0 | 0 | 10 | 1    | +9  | 6    |
| نيجيريا    | 3   | 2 | 0 | 1 | 3  | 5    | −2  | 4    |
| ساحل العاج | 3   | 1 | 0 | 2 | 3  | 5    | −2  | 2    |
| مصر        | 3   | 0 | 0 | 3 | 1  | 6    | −5  | 0    |

| الجزائر                                   | 5–1   | نيجيريا     |
| ----------------------------------------- | ----- | ----------- |
| ماجر 36'، 58' · مناد 69'، 72' · عماني 88' | تقرير | أوكوتشا 82' |

| ساحل العاج                            | 3–1   | مصر            |
| ------------------------------------- | ----- | -------------- |
| عبد الله تراوريه 53'، 60' · ماغوي 73' | تقرير | عبد الرحمن 75' |

| نيجيريا  | 1–0   | مصر |
| -------- | ----- | --- |
| يقيني 8' | تقرير |     |

| الجزائر                                 | 3–0   | ساحل العاج |
| --------------------------------------- | ----- | ---------- |
| مناد 23' · شريف الوزاني 81' · وجاني 82' | تقرير |            |

| نيجيريا  | 1–0   | ساحل العاج |
| -------- | ----- | ---------- |
| يقيني 3' | تقرير |            |

| الجزائر              | 2–0   | مصر |
| -------------------- | ----- | --- |
| عماني 39' · صايب 43' | تقرير |     |

### المجموعة باء
| فريق      | لعب | ف | ت | خ | له | عليه | ف.أ | نقاط |
| --------- | --- | - | - | - | -- | ---- | --- | ---- |
| زامبيا    | 3   | 2 | 1 | 0 | 2  | 0    | +2  | 5    |
| السنغال   | 3   | 1 | 2 | 0 | 2  | 0    | +2  | 4    |
| الكاميرون | 3   | 1 | 0 | 2 | 2  | 3    | −1  | 2    |
| كينيا     | 3   | 0 | 1 | 2 | 0  | 3    | −3  | 1    |

| زامبيا        | 1–0   | الكاميرون |
| ------------- | ----- | --------- |
| تشيكابالا 58' | تقرير |           |

| السنغال | 0–0   | كينيا |
| ------- | ----- | ----- |
|         | تقرير |       |

| زامبيا      | 1–0   | كينيا |
| ----------- | ----- | ----- |
| ماكوازا 40' | تقرير |       |

| السنغال              | 2–0   | الكاميرون |
| -------------------- | ----- | --------- |
| ديالو 45' · نداو 56' | تقرير |           |

| زامبيا | 0–0   | السنغال |
| ------ | ----- | ------- |
|        | تقرير |         |

| الكاميرون        | 2–0   | كينيا |
| ---------------- | ----- | ----- |
| مابوانغ 28'، 69' | تقرير |       |

## مرحلة خروج المغلوب
|  | نصف النهائي       | نصف النهائي       |   |                   | النهائي           | النهائي |  |
|  |                   |                   |   |                   |                   |         |  |
|  | 12 مارس – عنابة   |                   |   |                   |                   |         |  |
|  | زامبيا            | 0                 |   |                   |                   |         |  |
|  | نيجيريا           | 2                 |   |                   |                   |         |  |
|  |                   |                   |   |                   |                   |         |  |
|  |                   |                   |   |                   | 16 مارس – الجزائر |         |  |
|  |                   |                   |   |                   | نيجيريا           | 0       |  |
|  |                   | الجزائر           | 1 |                   |                   |         |  |
|  |                   |                   |   |                   |                   |         |  |
|  |                   |                   |   |                   |                   |         |  |
|  |                   |                   |   |                   | المركز الثالث     |         |  |
|  | 12 مارس – الجزائر | 12 مارس – الجزائر |   | 15 مارس – الجزائر | 15 مارس – الجزائر |         |  |
|  | الجزائر           | 2                 |   | زامبيا            | 1                 |         |  |
|  | السنغال           | 1                 |   |                   | السنغال           | 0       |  |

### نصف النهائي
| زامبيا | 0–2   | نيجيريا                    |
| ------ | ----- | -------------------------- |
|        | تقرير | أوكيتشوكوو 18' · يقيني 77' |

| الجزائر             | 2–1   | السنغال         |
| ------------------- | ----- | --------------- |
| مناد 4' · عماني 62' | تقرير | سرار 20' (ه.ذ.) |

### مباراة المركز الثالث
| زامبيا        | 1–0   | السنغال |
| ------------- | ----- | ------- |
| تشيكابالا 73' | تقرير |         |

### النهائي
| الجزائر   | 1–0   | نيجيريا |
| --------- | ----- | ------- |
| وجاني 38' | تقرير |         |

| بطل كأس الأمم الإفريقية 1990 |
| ---------------------------- |
| · الجزائر · للمرة الأولى     |

## الإحصائيات والجوائز

### أفضل لاعب
1  رابح ماجر (76 نقطة)
2  الطاهر شريف الوزاني
3  جمال مناد
–  رشيدي يقيني
–  وبستر تشيكابالا

### فريق المسابقة
| حارس المرمى | المدافعون                                              | لاعبو الوسط                                          | المهاجمون                 |
| ----------- | ------------------------------------------------------ | ---------------------------------------------------- | ------------------------- |
| عنتر عصماني | علي بن حليمة أندريه كانا-بييك أرسين هوبو سامويل تشومبا | جمال عماني رابح ماجر الطاهر شريف الوزاني موزس كباكور | جمال مناد وبستر تشيكابالا |

### مسجلي الأهداف
4 أهداف
| - جمال مناد |

3 أهداف
| - جمال عماني | - رشيدي يقيني |  |

هدفين
| - رابح ماجر - شريف وجاني | - إيمانويل مابوانغ - عبد الله تراوريه | - وبستر تشيكابالا |

هدف
| - الطاهر شريف الوزاني - موسى صايب - سيرج ماغوي | - عادل عبد الرحمن - أوتشي أوكيتشوكوو - إيمانويل أوكوتشا | - مامادو ديالو - موسى نداو - لينوس ماكوازا |

هدف ذاتي
| - عبد الحكيم سرار (ضد السنغال) |

## روابط خارجية
- تفاصيل على RSSSF